# The Rocket (magazine)
Pour l’article homonyme, voir The Rocket (film).
The Rocket est un magazine paru à Seattle d'octobre 1979 au 18 octobre 2000. Publié dans un premier temps en complément du Seattle Sun, il devient ensuite un mensuel à part entière dont l'actualité conjuguée sur les scènes montantes américaines et les groupes de grande écoute génèrent un public de plus en plus important. Profitant de leur proximité avec la scène locale, ils font de Soundgarden et Nirvana leur couverture au cours de l'année 1988. Distribué à partir de 1991 à Portland, le magazine passe à une distribution bihebdomadaire l'année suivante avant d'être vendu à un groupe de publications musicales en 1995. Le rendement est alors moindre et à l'été 2000, il change de nouveau de propriétaire avant de s'arrêter définitivement le 18 octobre 2000.

## Histoire
Robert W. McChesney est un commercial du Seattle Sun très actif, un journal alternatif hebdomadaire en concurrence avec le Seattle Weekly. Frustrés de se voir refuser une chronique sur la scène musicale montante de Seattle, les deux directeurs artistiques du Seattle Sun, Robert Ferrigno et Bob Newman, publient The Rocket à partir d'octobre 1979 en accompagnement du journal à leurs propres frais. En avril 1980, les trois collègues ont réuni suffisamment de fonds pour produire par eux-mêmes The Rocket. De 1979 à 1982, le périodique est publié tous les mois et fait la promotion d'artistes tels que Patti Smith, The Blackouts, The Enemy et The Jitters. McChesney insiste pour que des groupes de majors apparaissent également, mais Ferrigno et le reste de la rédaction n'acceptent qu'à une seule condition : qu'ils puissent les démolir.
À partir de 1982, The Rocket s'écoule à plus de 50 000 exemplaires par mois et commence à attirer des rédacteurs et des dessinateurs tels que Jeff Christensen, Roberta Penn, Lynda Barry, John Keister, Wes Anderson ou Charles R. Cross dans ses rangs. Ils essayent de couvrir les « groupes alternatifs obscurs » de la scène locale comme The Fartz, The Allies, The Heats/The Heaters, Visible Targets, Red Dress et The Cowboys. McChesney continue de se démener pour que des groupes de plus grande écoute soient évoqués à parts égales.
En 1983, Newman devient directeur de la rédaction au départ de Ferrigno. McChesney quitte le journal également dans l'année. Malgré cela, de nouveaux rédacteurs rejoignent The Rocket : Daina Darzin, Craig Tomashoff, Ann Powers, Jim Emerson, Gillian G. Gaar, Grant Alden et Dennis Eichhorn. Matt Groening produit quelques couvertures du magazine au cours de cette période tandis que Bruce Pavitt entame une section mensuelle consacrée à la musique indépendante et underground des États-Unis. À la fin de l'année 1984, pour son cinquième anniversaire, le magazine publie une liste des « 10 meilleurs groupes du Nord-Ouest » : Fastbacks, 54-40, D.O.A., Hosannah Choir, Girltalk, Ellipsis, Robert Cray Band, Metal Church, Young Fresh Fellows et The U-Men.
En 1986, Charles R. Cross devient le rédacteur en chef du magazine et y reste jusqu'à sa fermeture. Le heavy metal devenant un des courants forts du Pacifique Nord-Ouest au milieu des années 1980, le journal suit des groupes tels que Slayer, Wild Dogs, Queensrÿche ou Metal Church. Mais en 1988, cette scène a presque disparu au profit de groupes de l'État de Washington dont la musique amène les prémices du grunge. C'est d'ailleurs cette année que Soundgarden et Nirvana font la couverture de The Rocket.
En décembre 1989, le magazine célèbre son dixième anniversaire en organisant un concert intitulé Nine for the 90's, auquel participent les groupes les plus prometteurs de Seattle : Love Battery, The Posies, High Performance Crew, The Walkabouts, The Young Fresh Fellows et Alice in Chains. En 1991, The Rocket est désormais distribué à Portland, dont l'édition spéciale pour l'Oregon ne varie de l'originale que par la liste des concerts affichés. L'année suivante, la publication passe de mensuelle à bihebdomadaire.
En 1995, Charles R. Cross vend le journal à BAM Media, une société de San Francisco qui publie différents magazines musicaux. Celle-ci se sert d'ailleurs de la popularité de The Rocket pour vendre ses autres produits. Au fur et à mesure du temps, The Rocket ne rapporte plus autant et les autres journaux n'ont pas réussi à percer. BAM Media décide alors de tout arrêter et de vendre The Rocket à Dave Roberts, le propriétaire de l'Illinois Entertainer. Il coupe dans les effectifs, achète de nouveaux ordinateurs et fait même quelques promotions sur le magazine, laissant croire à un projet sérieux. Mais quelques semaines plus tard, les feuilles de paye de tous les salariés flambent avant que Roberts ne les informe de la fermeture immédiate du journal, sans explication. Le dernier numéro paraît le 18 octobre 2000.
Selon le Seattle Times, le public de The Rocket n'a pourtant jamais été aussi élevé que sur ses dernières années avec plus de 55 000 exemplaires vendus à Seattle et 36 000 à Portland. Charles R. Cross dira plus tard que ce n'était pas une question de lectorat ou de pub, mais seulement une mauvaise gestion au cours des dernières années.